# University of Nebraska-Lincoln Women's Volleyball 2010
Questa voce raccoglie le informazioni riguardanti la University of Nebraska-Lincoln Women's Volleyball nella stagione 2010.

## Stagione
La stagione 2010 è l'undicesima per coach John Cook sulla panchina delle Cornhuskers; l'intero staff viene confermato per il quarto anno consecutivo e vede nelle vesti di assistenti gli ex pallavolisti Elizabeth Fitzgerald ed Erik Sullivan, mentre Dan Meske ricopre il ruolo di assistente volontario.
La rosa della squadra resta quasi invariata, con tre sole giocatrici in uscita e due in entrata, tra le quali Lauren Cook, figlia del coach John Cook, proveniente dalla UC Los Angeles.
La regular season inizia il 28 agosto dal Qwest Center di Omaha e dura in tutto 29 incontri. La prima sconfitta arriva già alla seconda partita, dove le Cornhuskers cedono per 3-2 alla Florida, dopo di che il programma conduce una stagione regolare che rasenta la perfezione, cedendo solo nel big match in casa della Texas.
L'ottima stagione regolare, conclusa con 27 vittorie e 2 sconfitte, permette alle Cornhuskers di presentarsi alla post-season come testa di serie numero 2, ospitando i primi due round della post-season, nei quali arrivano due facili vittorie contro la Sacred Heart e la Auburn; nelle semifinali regionali di Seattle la squadra esce sconfitta sorprendentemente contro la Washington, perdendo con un perentorio 3-0.
Tra le giocatrici si distingue particolarmente Brooke Delano, così come Lindsey Licht, Hannah Werth e Jordan Wilberger, tutte insignite di riconoscimenti individuali.

## Organigramma societario
Area direttiva
- Presidente: Harvey Perlman
- Direttore delle operazioni: Lindsay Peterson

Area tecnica
- Allenatore: John Cook
- Assistente allenatore: Elizabeth Fitzgerald, Erik Sullivan
- Assistente allenatore volontario: Dan Meske

## Rosa
| N° | Nome             | Ruolo | Data di nascita  | Nazionalità sportiva | Anno      |
| -- | ---------------- | ----- | ---------------- | -------------------- | --------- |
| 1  | Sydney Anderson  | P     | 30 dicembre 1987 | Stati Uniti          | Senior    |
| 2  | Kayla Banwarth   | L     | 21 gennaio 1989  | Stati Uniti          | Senior    |
| 3  | Brigette Root    | P     | ?                | Stati Uniti          | Junior    |
| 4  | Lindsey Licht    | O     | ?                | Stati Uniti          | Senior    |
| 5  | Paige Hubl       | L     | ?                | Stati Uniti          | Sophomore |
| 6  | Jordan Wilberger | C     | ?                | Stati Uniti          | Junior    |
| 7  | Gina Mancuso     | S     | 31 maggio 1991   | Stati Uniti          | Sophomore |
| 8  | Brooke Delano    | C     | 19 novembre 1988 | Stati Uniti          | Junior    |
| 10 | Megan Pendergast | L     | ?                | Stati Uniti          | Sophomore |
| 12 | Morgan Broekhuis | O     | 10 dicembre 1991 | Stati Uniti          | Freshman  |
| 13 | Lauren Cook      | P     | 11 febbraio 1991 | Stati Uniti          | Sophomore |
| 16 | Allison McNeal   | C     | ?                | Stati Uniti          | Sophomore |
| 17 | Hayley Thramer   | C     | ?                | Stati Uniti          | Freshman  |
| 43 | Tara Mueller     | S     | 31 luglio 1989   | Stati Uniti          | Senior    |
| 44 | Hannah Werth     | S     | 1º novembre 1990 | Stati Uniti          | Sophomore |

## Mercato
| Acquisti | Acquisti         | Acquisti            | Acquisti   |
| R.       | Nome             | da                  | Modalità   |
| -------- | ---------------- | ------------------- | ---------- |
| O        | Morgan Broekhuis | Colorado Springs CS | definitivo |
| P        | Lauren Cook      | UC Los Angeles      | definitivo |

| Cessioni | Cessioni       | Cessioni | Cessioni |
| R.       | Nome           | a        | Modalità |
| -------- | -------------- | -------- | -------- |
| P        | Jessica Yanz   | -        | ritirata |
| S        | Kaitlynn James | -        | ritirata |
| C        | Kori Cooper    | -        | ritirata |

## Risultati

### Big 12 Conference

#### Regular season
| 28 agosto 2010 Qwest Center, Omaha                   | Nebraska      | 3 - 0 | Kentucky         | 25-9, 25-14, 25-20                |
| 29 agosto 2010 Qwest Center, Omaha                   | Nebraska      | 2 - 3 | Florida          | 22-25, 22-25, 31-29, 25-13, 12-15 |
| 31 agosto 2010 D.J. Sokol Arena, Omaha               | Nebraska      | 3 - 0 | Creighton        | 26-24, 25-18, 25-15               |
| 3 settembre 2010 Smith Fieldhouse, Provo             | Brigham Young | 1 - 3 | Nebraska         | 25-21, 18-25, 17-25, 15-25        |
| 4 settembre 2010 Smith Fieldhouse, Provo             | Cal Poly      | 0 - 3 | Nebraska         | 15-25, 18-25, 17-25               |
| 4 settembre 2010 Smith Fieldhouse, Provo             | Idaho State   | 0 - 3 | Nebraska         | 16-25, 17-25, 12-25               |
| 9 settembre 2010 NU Coliseum, Lincoln                | Nebraska      | 3 - 1 | Dayton           | 24-26, 25-20, 25-16, 25-17        |
| 10 settembre 2010 NU Coliseum, Lincoln               | Nebraska      | 3 - 0 | Western Michigan | 25-17, 25-17, 25-11               |
| 11 settembre 2010 Bob Devaney Sports Center, Lincoln | Nebraska      | 3 - 2 | Illinois         | 21-25, 21-25, 25-22, 25-14, 16-14 |
| 15 settembre 2010 Hilton Coliseum, Ames              | Iowa State    | 1 - 3 | Nebraska         | 22-25, 26-24, 23-25, 26-28        |
| 18 settembre 2010 NU Coliseum, Lincoln               | Nebraska      | 3 - 0 | Colorado         | 25-13, 25-7, 25-17                |
| 22 settembre 2010 NU Coliseum, Lincoln               | Nebraska      | 3 - 1 | Kansas           | 21-25, 25-13, 25-18, 25-18        |
| 25 settembre 2010 Ferrell Center, Waco               | Baylor        | 0 - 3 | Nebraska         | 19-25, 22-25, 22-25               |
| 29 settembre 2010 McCasland FieldHouse, Norman       | Oklahoma      | 1 - 3 | Nebraska         | 25-18, 17-25, 17-25, 24-26        |
| 2 ottobre 2010 NU Coliseum, Lincoln                  | Nebraska      | 3 - 1 | Texas            | 25-20, 20-25, 25-19, 25-20        |
| 6 ottobre 2010 Hearnes Center, Columbia              | Missouri      | 0 - 3 | Nebraska         | 21-25, 18-25, 16-25               |
| 9 ottobre 2010 NU Coliseum, Lincoln                  | Nebraska      | 3 - 0 | Texas A&M        | 25-21, 25-12, 27-25               |
| 16 ottobre 2010 Ahearn Field House, Manhattan        | Kansas State  | 0 - 3 | Nebraska         | 19-25, 21-25, 18-25               |
| 20 ottobre 2010 NU Coliseum, Lincoln                 | Nebraska      | 3 - 0 | Texas Tech       | 25-14, 25-15, 25-13               |
| 23 ottobre 2010 NU Coliseum, Lincoln                 | Nebraska      | 3 - 0 | Missouri         | 25-13, 25-22, 25-13               |
| 27 ottobre 2010 Gregory Gymnasium, Austin            | Texas         | 3 - 1 | Nebraska         | 25-15, 25-19, 25-27, 27-25        |
| 30 ottobre 2010 NU Coliseum, Lincoln                 | Nebraska      | 3 - 1 | Iowa State       | 25-19, 25-16, 25-16               |
| 3 novembre 2010 Horejsi Center, Lawrence             | Kansas        | 0 - 3 | Nebraska         | 17-25, 14-25, 19-25               |
| 6 novembre 2010 United Spirit Arena, Lubbock         | Texas Tech    | 0 - 3 | Nebraska         | 10-25, 18-25, 20-25               |
| 10 novembre 2010 NU Coliseum, Lincoln                | Nebraska      | 3 - 0 | Kansas State     | 25-9, 27-25, 25-23                |
| 13 novembre 2010 Coors Events Center, Boulder        | Colorado      | 0 - 3 | Nebraska         | 21-25, 20-25, 17-25               |
| 17 novembre 2010 NU Coliseum, Lincoln                | Nebraska      | 0 - 3 | Oklahoma         | 25-22, 25-23, 25-14               |
| 24 novembre NU Coliseum, Lincoln                     | Nebraska      | 0 - 3 | Baylor           | 25-21, 25-19, 25-13               |
| 27 novembre 2010 Reed Arena, College Station         | Texas A&M     | 0 - 3 | Nebraska         | 16-25, 24-26, 17-25               |

### NCAA Division I

#### Fase regionale
| 2 dicembre - Primo turno Nebraska Coliseum, Lincoln   | Nebraska   | 3 - 0 | Sacred Heart | 25-12, 25-22, 25-11        |
| 3 dicembre - Secondo turno Nebraska Coliseum, Lincoln | Nebraska   | 3 - 0 | Auburn       | 25-10, 25-17, 25-15        |
| 10 dicembre - Sweet Sixteen Hec Ed Pavilion, Seattle  | Washington | 3 - 1 | Nebraska     | 25-16, 20-25, 25-21, 29-27 |

## Statistiche

### Statistiche di squadra
| Competizione                      | Punti | In casa | In casa | In casa | In trasferta | In trasferta | In trasferta | Campo neutro | Campo neutro | Campo neutro | Totale | Totale | Totale |
| Competizione                      | Punti | G       | V       | P       | G            | V            | P            | G            | V            | P            | G      | V      | P      |
| --------------------------------- | ----- | ------- | ------- | ------- | ------------ | ------------ | ------------ | ------------ | ------------ | ------------ | ------ | ------ | ------ |
| Big 12 Conference NCAA Division I | .906  | 20      | 19      | 1       | 13           | 11           | 2            | 4            | 3            | 1            | 32     | 29     | 3      |
| Totale                            | .906  | 20      | 19      | 1       | 13           | 11           | 2            | 4            | 3            | 1            | 32     | 29     | 3      |

G = partite giocate; V = partite vinte; P = partite perse

### Statistiche dei giocatori
| Giocatore     | Big Ten Conference NCAA Division I | Big Ten Conference NCAA Division I | Big Ten Conference NCAA Division I | Big Ten Conference NCAA Division I | Big Ten Conference NCAA Division I | Totale | Totale | Totale | Totale | Totale |
| Giocatore     | P                                  | PT                                 | AV                                 | MV                                 | BV                                 | P      | PT     | AV     | MV     | BV     |
| ------------- | ---------------------------------- | ---------------------------------- | ---------------------------------- | ---------------------------------- | ---------------------------------- | ------ | ------ | ------ | ------ | ------ |
| S. Anderson   | 32                                 | 19                                 | 4                                  | 0                                  | 15                                 | 32     | 19     | 4      | 0      | 15     |
| K. Banwarth   | 32                                 | 28                                 | 3                                  | 0                                  | 25                                 | 32     | 28     | 3      | 0      | 25     |
| M. Broekhuis  | 31                                 | 267.5                              | 230                                | 37.5                               | 0                                  | 31     | 267.5  | 230    | 37.5   | 0      |
| L. Cook       | 32                                 | 51                                 | 24                                 | 0                                  | 27                                 | 32     | 51     | 24     | 0      | 27     |
| B. Delano     | 32                                 | 392                                | 295                                | 86                                 | 11                                 | 32     | 392    | 295    | 86     | 11     |
| P. Hubl       | -                                  | -                                  | -                                  | -                                  | -                                  | -      | -      | -      | -      | -      |
| L. Licht      | 32                                 | 367.5                              | 303                                | 64.5                               | 0                                  | 32     | 367.5  | 303    | 64.5   | 0      |
| G. Mancuso    | 22                                 | 104                                | 86                                 | 11                                 | 7                                  | 22     | 104    | 86     | 11     | 7      |
| A. McNeal     | 23                                 | 104                                | 77                                 | 27                                 | 0                                  | 23     | 104    | 77     | 27     | 0      |
| T. Mueller    | 31                                 | 269.5                              | 214                                | 28.5                               | 27                                 | 31     | 269.5  | 214    | 28.5   | 27     |
| M. Pendergast | 3                                  | 0                                  | 0                                  | 0                                  | 0                                  | 3      | 0      | 0      | 0      | 0      |
| B. Root       | -                                  | -                                  | -                                  | -                                  | -                                  | -      | -      | -      | -      | -      |
| H. Thramer    | -                                  | -                                  | -                                  | -                                  | -                                  | -      | -      | -      | -      | -      |
| H. Werth      | 32                                 | 313                                | 269                                | 29                                 | 15                                 | 32     | 313    | 269    | 29     | 15     |
| J. Wilberger  | 21                                 | 148.5                              | 104                                | 44.5                               | 0                                  | 21     | 148.5  | 104    | 44.5   | 0      |

P = presenze; PT = punti totali; AV = attacchi vincenti; MV = muri vincenti; BV = battute vincenti

NB: I muri singoli valgono una unità di punto, mentre i muri doppi e tripli valgono mezza unità di punto; anche i giocatori nel ruolo di libero sono impegnati al servizio